# FlyPersia
FlyPersia (persisch هواپیمایی فلای پرشیا) ist eine iranische Fluggesellschaft mit Sitz in Teheran.

## Geschichte
FlyPersia wurde 2018 gegründet und absolvierte ihren ersten Flug im selben Jahr.

## Flugziele
Die Fluggesellschaft bedient nationale Ziele.

## Flotte

### Aktuelle Flotte
Mit Stand April 2021 besteht die Flotte der FlyPersia aus zwei Flugzeugen mit einem Durchschnittsalter von 22,9 Jahren:
| Flugzeugtyp    | Anzahl | bestellt | Anmerkungen |
| -------------- | ------ | -------- | ----------- |
| Boeing 737-300 | 2      |          |             |
| Gesamt         | 2      | –        |             |